# Sticky and Sweet Tour (album)
Cet article concerne l’album de Madonna. Pour la tournée de la même chanteuse, voir Sticky and Sweet Tour.
Albums de Madonna
Celebration
(2009) MDNA
(2012)
Vidéos par Madonna
The Confessions Tour
(2007) MDNA World Tour
(2013)
Sticky & Sweet Tour est le troisième album live de l'artiste américaine Madonna. Il est sorti le 26 mars 2010 édité par Warner Bros. Records. Il est disponible aux formats DVD, Blu-ray et CD. Le concert a été enregistré au River Plate Stadium de Buenos Aires en Argentine pendant le Sticky & Sweet Tour de Madonna en 2008. L'album contient la vidéo du concert ainsi que treize chansons au format CD, accompagné d'un livre de photos par Guy Oseary, son manager. Le concert avait été diffusé à la télévision sur VH1 avant la sortie officielle et produit par la société de production Semtex Girls fondée par Madonna.
À sa sortie, Sticky & Sweet Tour reçut des retours mitigés de la critique, une partie le présentant comme étant sans intérêt, tandis qu'une autre fit l'éloge du spectacle, précisant que la performance d'Into the Groove est un des moments forts du concert. Cet album devint à cette époque le dix-neuvième de Madonna à être classé dans le top dix du Billboard 200, tout en atteignant aussi les premières places des classements en Grèce, en Hongrie, au Mexique et au Portugal. L'album fut aussi classé dans les tops dix des classements en Australie, en Belgique, au Canada, en France, au Japon, en Suède et en Suisse, mais n'atteignit pas les sommets en Allemagne et au Royaume-Uni.

## Historique

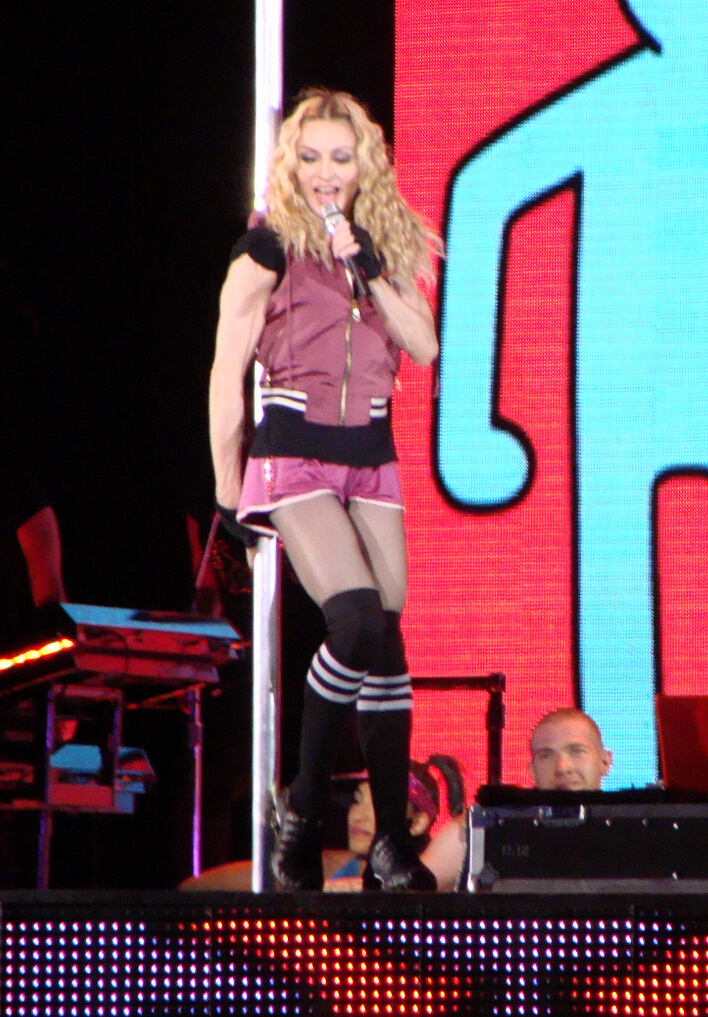
La performance d'en est considérée comme le moment fort du concert.

L'album fut d'abord annoncé sous le titre Sticky & Sweet par le site internet officiel de Madonna le 12 janvier 2010, accompagné d'une image illustrant ce titre. Il fut par la suite renommé Sticky & Sweet Tour et la jaquette légèrement modifiée avec l'ajout d'un mot, tandis que les écrans des menus des DVD et Blu-ray gardaient toujours le titre original annoncé. L'album inclut 30 minutes d'images exclusives, filmées en coulisses pendant le concert. La vidéo inclut le titre Don't Cry for Me Argentina qui fut chanté uniquement lors des concerts donnés en Argentine,. La photo utilisée en couverture de la jaquette est de Guy Oseary, et se trouve incluse dans son livre Madonna: Sticky & Sweet. Elle a été prise lors de l'interlude vidéo de Die Another Day et a été modifiée numériquement, notamment avec le retrait des danseurs sur scène dans le ring de boxe. Le concert filmé fut diffusé sur VH1 le 2 avril 2010 pour la dernière fois, quelques jours après la sortie officielle. Le DVD est sorti aux États-Unis le 6 avril 2010. Le magazine Spin collabora avec le site internet officiel de Madonna et lança une offre promotionnelle pour cette sortie, comprenant un DVD de l'album dédicacé, un t-shirt de la tournée Sticky and Sweet, un livre de photos de la tournée, un programme officiel de la tournée ainsi qu'un an de souscription offert à leur site internet. Lors d'une interview en avril 2010 pour le magazine Interview, Madonna déclara qu'elle n'avait pas été en mesure de suivre le développement du DVD car elle était impliquée dans la préparation de son second film en tant que réalisatrice, W./E. : Wallis et Édouard :

« Je n'ai pas été autant concentrée sur la partie musicale de ma carrière que j'aurai dû l'être ces derniers temps, parce que ce film a consommé toute mon énergie. Entre ça et mes quatre enfants, je n'ai pas le temps et l'énergie pour quoi que ce soit d'autre. Par exemple, j'apprécie que de nombreuses personnes aient travaillé ensemble pour créer le DVD du Sticky & Sweet Tour qui vient juste de sortir, et bien que j'ai vu le produit final, je n'ai aucune idée sur la manière dont les gens vont pouvoir se le procurer ou la façon dont il va être vendu. »

## Accueil critique
Mikael Wood d'Entertainment Weekly nota la vidéo par un B+. The Independent donna à l'album deux étoiles sur cinq. Le critique Andy Gill ajouta que « pour la multitude d'entre-jambes aperçues pendant le concert, qui sont aussi peu attirantes que la pop l'est, totalement sans vie, malgré l'activité remuante. » Mayer Nissim de Digital Spy déplora que « malgré son charme absurde, ce CD ne provoquera pas la redécouverte de Hard Candy duquel il semble s'inspirer. Cela dit, c'est toujours une explosion de divertissement du début à la fin. Et avec le documentaire DVD de sa tournée inclus, cela vaut vraiment le prix pour quiconque a toujours eu un peu d'intérêt pour la reine de la pop. » Mark Beech de Bloomberg TV déclara qu'« il est curieux de voir combien la perfectionniste Madonna se comporte, en courant dans tous les sens et en enchaînant les grands écarts. » Rolling Stone donna à l'album trois étoiles et demi sur cinq et écrivit que le spectacle « incluait des remixes remuants, comme le nouveau mashup de Vogue avec la funk cuivrée de 4 Minutes de l'album Hard Candy. »
Justin Kanter du Seattle Post-Intelligencer écrivit une critique positive et ajouta concernant la prestation: "Pendant plus de deux heures ininterrompues, on a droit à une abondance de jeux et d'effets grandioses, des armées de danseurs, du son et des séquences conçus avec précision, tout cela mis en scène de manière rapide. [...] Incontestablement, c'est le spectacle effectué par Madonna (l'ensemble des chansons, des danses, des styles et des attitudes) qui fait du  Sticky & Sweet Tour un évènement revigorant et mémorable." Cependant, il rajoute que les interprétations de "Borderline" (1984) et "Human Nature" sont décevantes. Ben Kaplan de Canada.com écrivit que "Sticky & Sweet est le documentaire d'une quinquagénaire qui commence réellement à être au top alors que la plupart des gens pensaient qu'elle était arrivée au bout. Madonna ne parle pas avec un accent britannique sur son nouvel opus. Mais même si elle le faisait, cela n'aurait pas vraiment d'importance: la plupart des commentaires sur scène sont noyées par les rugissements de la foule." Il considère la prestation sur "Into the Groove" (1985) comme étant le moment phare du spectacle. Tony clayton-Lea du Irish Times déclara que "Madonna a l'expérience pour savoir ce qui marche et ce qui ne marche pas. C'est ce qui fait de Sticky Sweet une si intéressante proposition: un superbe spectacle en 'quatre actes' qui allie les muscles avec la musique, la profondeur avec la dextérité.". Stephen Thomas Erlewine de AllMusic nota que "Puisqu'une grande partie de la tournée dépendait du spectacle grandiloquent, Sticky & Sweet Tour est plus intéressant en vidéo qu'en CD, mais même comme vidéo il ne se classe pas parmi les meilleurs albums live de Madonna, car il y a trop de précision et pas assez d'inspiration dans l'ensemble du spectacle."

## Résultats des ventes

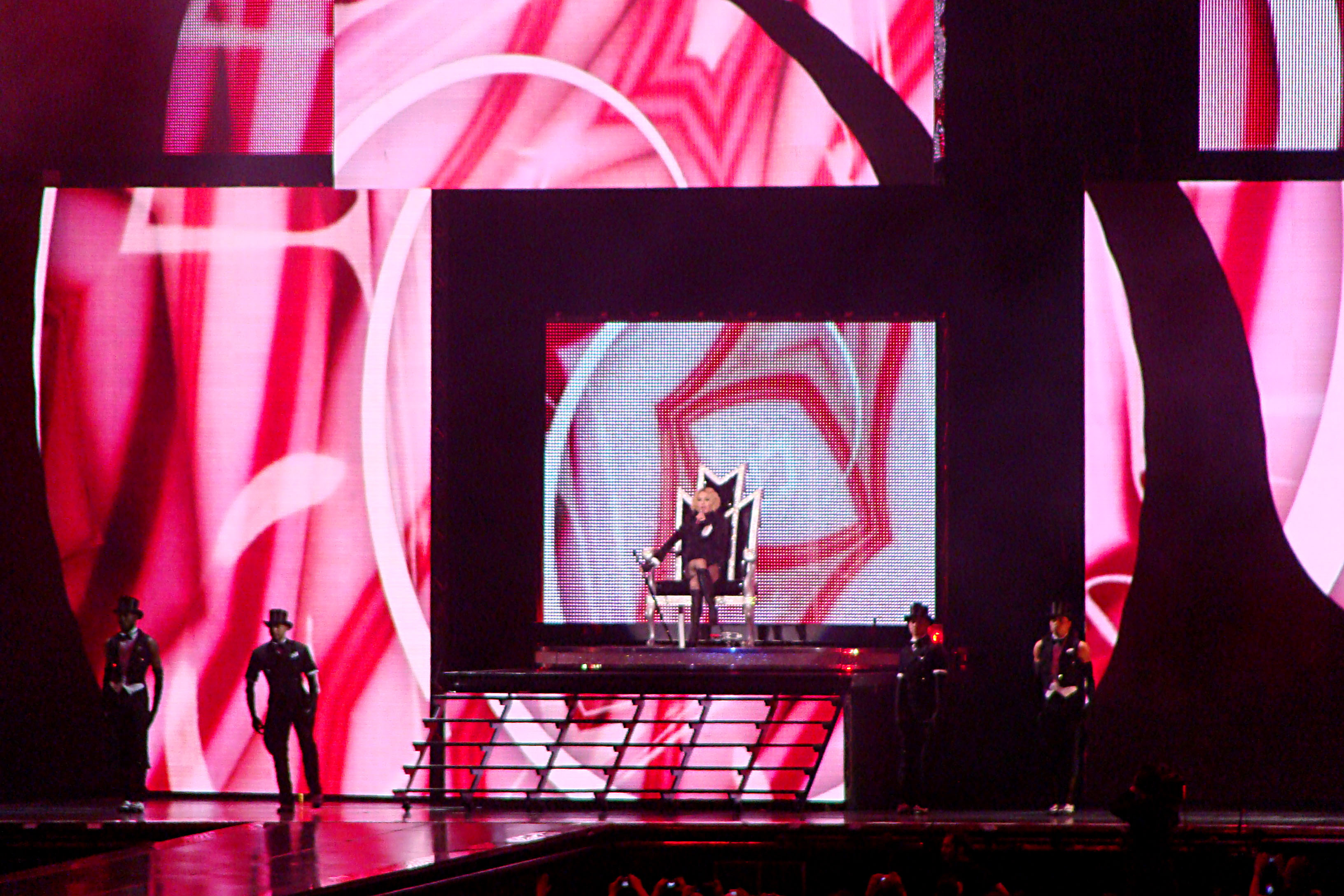
Le DVD commence avec la prestation sur "Candy Shop", juste après l'introduction vidéo de "The Sweet Machine".

Aux États-Unis, l'album sorti le 6 avril 2010 est entré directement à la dixième place du classement du Billboard 200, avec un total de 28 000 ventes pour la première semaine selon Nielsen Soundscan. Sticky & Sweet Tour devient alors le dix-neuvième album de Madonna à se classer dans le top dix du Billboard 200, la plaçant à égalité avec Bob Dylan à la sixième place du top dix des artistes les plus populaires depuis les 54 années d'existence du classement, derrière les Rolling Stones (avec 36 albums classés), Frank Sinatra (33), les Beatles et Barbra Streisand (30) et Elvis Presley (27). Cependant, seul le coffret CD/DVD et son équivalent audio numérique sont autorisés à figurer dans le Billboard 200. L'édition Blu-ray de l'album est classé quant à elle dans le Top Music Videos du Billboard, avec 5 000 ventes. Il devient le neuvième album de Madonna classé numéro 1, consolidant ainsi la première position que détient déjà la chanteuse en tant que meilleur artiste solo des 25 dernières années. De tous les chanteurs, seul Bill and Gloria Gaither ont fait mieux, avec quinze albums classés numéro un. La semaine suivante, Sticky & Sweet Tour chuta à la cinquante-septième position du Billboard 200, avec 8 000 copies vendues. Il s'est vendu au total à 65 000 copies, dont les ventes de la version Blu-ray estimées à plus de 17 000 copies. Au Canada l'album se classa à sa sortie troisième du Canadian Albums Chart avec 6 000 ventes.
Au Japon, l'album entra à la dixième position du classement hebdomadaire des albums publié par Oricon, restant ainsi pendant huit semaines. L'album Sticky & Sweet Tour est alors, pour Madonna, sa vingtième entrée dans le top dix du classement, faisant d'elle, l'artiste internationale ayant classé le plus d'albums numéro un au Japon, battant le record détenu précédemment par les Beatles. Elle devient aussi par la même, l'artiste féminine la plus âgée à entrer dans le top dix dans l'histoire du classement d'albums d'Oricon. En Australie, l'album est classé troisième du ARIA DVD Chart tandis qu'il se place vingtième du New Zealand Albums Chart,. Il est certifié disque d'or par l'Australian Recording Industry Association (ARIA), pour ces 10 000 copies écoulées. Au Royaume-Uni, Sticky & Sweet Tour entra à la dix-septième position, avec 17 000 ventes enregistrées selon The Official Charts Company,. L'album fut aussi commercialisé avec succès sur les autres marchés musicaux, atteignant les sommets des classements au Mexique, en Grèce, en Croatie, en République tchèque, en Norvège, en Hongrie et au Portugal,, tandis qu'il se classait dans le top dix en Australie, en Belgique (tant du côté néerlandophone que francophone), en République tchèque, en Finlande, en France, en Irlande, en Italie, en Pologne, en Suède et en Suisse,,,. Sticky & Sweet Tour atteignit aussi la deuxième place du classement European Top 100 Albums du Billboard.

## Liste des morceaux
| 1.  | The Sweet Machine (Intro)                        | Pharrell Williams, Madonna / Timothy Mosley, Justin Timberlake, Nate Hills                                       | Manipulated Living, Give It 2 Me, 4 Minutes                  | 3:30 |
| 2.  | Candy Shop                                       | Williams, Madonna                                                                                                | Beat Goes On, 4 Minutes                                      | 3:42 |
| 3.  | Beat Goes On (feat. Kanye West)                  | Williams, Madonna, Kanye West                                                                                    | And the Beat Goes On                                         | 4:28 |
| 4.  | Human Nature                                     | Madonna, Dave Hall, Shawn McKenzie, Kevin McKenzie, Milo Deering                                                 | Gimme More, What You Need                                    | 3:53 |
| 5.  | Vogue (2008)                                     | Madonna, Shep Pettibone / Mosley, Timberlake, Hills                                                              | Give It to Me, 4 Minutes                                     | 4:30 |
| 6.  | Die Another Day (2008)                           | Madonna, Mirwais Ahmadzaï                                                                                        | Planet Rock, Looking for the Perfect Beat                    | 3:00 |
| 7.  | Into the Groove (2008)                           | Madonna, Stephen Bray                                                                                            | Toop Toop, It's like That, Double Dutch Bus, Apache, Jump    | 5:41 |
| 8.  | Heartbeat                                        | Williams, Madonna                                                                                                |                                                              | 4:52 |
| 9.  | Borderline                                       | Reggie Lucas |                                                              | 3:45 |
| 10. | She's Not Me                                     | Williams, Madonna                                                                                                |                                                              | 4:39 |
| 11. | Music (2008)                                     | Madonna, Ahmadzaï                                                                                                | Put Your Hands Up 4 Detroit, Last Night a D.J. Saved My Life | 5:07 |
| 12. | Rain / Here Comes the Rain Again                 | Madonna, Pettibone / Annie Lennox, Dave Stewart                                                                  | Here Comes the Rain Again                                    | 3:54 |
| 13. | Devil Wouldn't Recognize You                     | Madonna, Mosley, Timberlake, Hills, Joe Henry                                                                    |                                                              | 5:29 |
| 14. | Spanish Lesson                                   | Williams, Madonna                                                                                                |                                                              | 3:56 |
| 15. | Miles Away                                       | Madonna, Mosley, Timberlake, Hills                                                                               |                                                              | 4:48 |
| 16. | La Isla Bonita (Medley)                          | Madonna, Patrick Leonard, Bruce Gaitsch / Eugene Hütz, Thomas Gobena, Oren Kaplan, Yuri Lemshev, Sergey Ryabtzev | Pala Tute                                                    | 5:35 |
| 17. | Me Darava/Doli Doli                              | Alexander Kolpakov                                                                                               |                                                              | 3:04 |
| 18. | You Must Love Me                                 | Tim Rice, Andrew Lloyd Webber                                                                                    |                                                              | 3:31 |
| 19. | Don't Cry for Me Argentina                       | Rice, Lloyd Webber                                                                                               |                                                              | 2:51 |
| 20. | Get Stupid (Medley)                              | Williams, Madonna, West / Mosley, Timberlake, Hills, Hannon Lane                                                 | Give It 2 Me, 4 Minutes, Voices, Beat Goes On                | 3:02 |
| 21. | 4 Minutes (feat. Justin Timberlake et Timbaland) | Madonna, Mosley, Timberlake, Hills                                                                               |                                                              | 4:42 |
| 22. | Like a Prayer (2008)                             | Madonna, Leonard                                                                                                 | Feels Like Home                                              | 5:32 |
| 23. | Ray of Light                                     | Madonna, William Orbit, Clive Muldoon, Dave Curtiss, Christine Leach                                             |                                                              | 8:51 |
| 24. | Like a Virgin                                    | Tom Kelly, Billy Steinberg                                                                                       |                                                              | 2:53 |
| 25. | Hung Up (Medley)                                 | Madonna, Stuart Price, Benny Andersson, Björn Ulvaeus                                                            | Gimme! Gimme! Gimme! (A Man After Midnight), A New Level     | 6:06 |
| 26. | Give It 2 Me                                     | Williams, Madonna                                                                                                |                                                              | 7:52 |
| 27. | Credits                                          | |                                                              | 5:42 |

- Note : Don't Cry for Me Argentina et Like a Virgin ont seulement été jouées en Argentine.

| 1.  | Candy Shop (Medley)          | Williams, Madonna                                                   | Beat Goes On, 4 Minutes                                      | 3:45 |
| 2.  | Beat Goes On (Medley)        | Williams, Madonna, West                                             | And the Beat Goes On                                         | 4:24 |
| 3.  | Human Nature                 | Madonna, Hall, S. McKenzie, K. McKenzie, Deering                    | Gimme More, What You Need                                    | 3:52 |
| 4.  | Vogue (2008)                 | Madonna, Pettibone / Mosley, Timberlake, Hills                      | Give It to Me, 4 Minutes                                     | 4:31 |
| 5.  | She's Not Me                 | Williams, Madonna                                                   |                                                              | 4:38 |
| 6.  | Music (2008)                 | Madonna, Ahmadzaï                                                   | Put Your Hands Up 4 Detroit, Last Night a D.J. Saved My Life | 5:10 |
| 7.  | Devil Wouldn't Recognize You | Madonna, Mosley, Timberlake, Hills, Henry                           |                                                              | 5:42 |
| 8.  | Spanish Lesson               | Williams, Madonna                                                   |                                                              | 3:52 |
| 9.  | La Isla Bonita (Medley)      | Madonna, Leonard, Gaitsch / Hütz, Gobena, Kaplan, Lemshev, Ryabtzev | Pala Tute                                                    | 5:34 |
| 10. | You Must Love Me             | Rice, Lloyd Webber                                                  |                                                              | 3:45 |
| 11. | Get Stupid (Medley)          | Williams, Madonna, West / Mosley, Timberlake, Hills, Lane           | Give It 2 Me, 4 Minutes, Voices, Beat Goes On                | 3:04 |
| 12. | Like a Prayer (2008)         | Madonna, Leonard                                                    | Feels Like Home                                              | 5:31 |
| 13. | Give It 2 Me                 | Williams, Madonna                                                   |                                                              | 8:19 |

| 1.  | Candy Shop (Medley)          | Williams, Madonna                                                   | "Beat Goes On", "4 Minutes"                                    | 3:45 |
| 2.  | Beat Goes On (Medley)        | Williams, Madonna, West                                             | "And the Beat Goes On"                                         | 4:24 |
| 3.  | Human Nature                 | Madonna, Hall, S. McKenzie, K. McKenzie, Deering                    | "Gimme More", "What You Need"                                  | 3:52 |
| 4.  | Vogue (2008)                 | Madonna, Pettibone / Timberlake, Moseley, Hills                     | "Give It to Me", "4 Minutes"                                   | 4:47 |
| 5.  | Heartbeat (Bonus track)      | Williams, Madonna                                                   |                                                                | 4:03 |
| 6.  | Borderline (Bonus track)     | Lucas                                                               |                                                                | 3:46 |
| 7.  | She's Not Me                 | Williams, Madonna                                                   |                                                                | 4:37 |
| 8.  | Music (2008)                 | Madonna, Ahmadzaï                                                   | "Put Your Hands Up 4 Detroit", "Last Night a DJ Saved My Life" | 5:10 |
| 9.  | Devil Wouldn't Recognize You | Madonna, Timberlake, Mosley, Hills, Henry                           |                                                                | 5:42 |
| 10. | Spanish Lesson               | Williams, Madonna                                                   |                                                                | 3:52 |
| 11. | La Isla Bonita (Medley)      | Madonna, Leonard, Gaitsch / Hutz, Gobena, Kaplan, Lemshev, Ryabtzev | "Pala Tute"                                                    | 5:34 |
| 12. | You Must Love Me             | Rice, Lloyd Webber                                                  |                                                                | 3:44 |
| 13. | Get Stupid (Medley)          | Williams, Madonna, West / Timberlake, Mosley, Hills, Lane           | "Give It 2 Me", "4 Minutes", "Voices", "Beat Goes On"          | 3:04 |
| 14. | 4 Minutes (Bonus track)      | Madonna, Timberlake, Mosley, Hills                                  |                                                                | 4:40 |
| 15. | Like a Prayer (2008)         | Madonna, Leonard                                                    | "Feels Like Home"                                              | 5:48 |
| 16. | Ray of Light (Bonus track)   | Madonna, Orbit, Muldoon, Curtiss, Leach                             |                                                                | 4:53 |
| 17. | Give It 2 Me                 | Williams, Madonna                                                   |                                                                | 8:19 |

- Note: Il existe deux versions iTunes: une contient les titres ci-dessus ainsi qu'un livret numérique, la deuxième ne contient que 13 titres de la version CD et n'inclut pas le livret numérique.

| 1.  | Candy Shop (Medley)          | Williams, Madonna                                                   | "Beat Goes On", "4 Minutes"                                    | 3:45 |
| 2.  | Beat Goes On (Medley)        | Williams, Madonna, West                                             | "And the Beat Goes On"                                         | 4:24 |
| 3.  | Human Nature                 | Madonna, Hall, S. McKenzie, K. McKenzie, Deering                    | "Gimme More", "What You Need"                                  | 3:52 |
| 4.  | Vogue (2008)                 | Madonna, Pettibone / Timberlake, Mosley, Hills                      | "Give It to Me", "4 Minutes"                                   | 4:29 |
| 5.  | Borderline (Bonus track)     | Lucas                                                               |                                                                | 3:46 |
| 6.  | She's Not Me                 | Williams, Madonna                                                   |                                                                | 4:38 |
| 7.  | Music (2008)                 | Madonna, Ahmadzaï                                                   | "Put Your Hands Up 4 Detroit", "Last Night a DJ Saved My Life" | 5:10 |
| 8.  | Devil Wouldn't Recognize You | Madonna, Timberlake, Mosley, Hills, Henry                           |                                                                | 5:42 |
| 9.  | Spanish Lesson               | Williams, Madonna                                                   |                                                                | 3:52 |
| 10. | Miles Away (Bonus track)     | Madonna, Timberlake, Mosley, Hills                                  |                                                                | 4:49 |
| 11. | La Isla Bonita (Medley)      | Madonna, Leonard, Gaitsch / Hutz, Gobena, Kaplan, Lemshev, Ryabtzev | "Pala Tute"                                                    | 5:34 |
| 12. | You Must Love Me             | Rice, Lloyd Webber                                                  |                                                                | 3:44 |
| 13. | Get Stupid (Medley)          | Williams, Madonna, West / Timberlake, Mosley, Hills, Lane           | "Give It 2 Me", "4 Minutes", "Voices", "Beat Goes On"          | 3:04 |
| 14. | 4 Minutes (Bonus track)      | Madonna, Timberlake, Mosley, Hills                                  |                                                                | 4:40 |
| 15. | Like a Prayer (2008)         | Madonna, Leonard                                                    | "Feels Like Home"                                              | 5:48 |
| 16. | Ray of Light (Bonus track)   | Madonna, Orbit, Muldoon, Curtiss, Leach                             |                                                                | 4:53 |
| 17. | Give It 2 Me                 | Williams, Madonna                                                   |                                                                | 8:20 |

### Formats
- CD et DVD – boitier Digipak contenant deux disques: le DVD du concert et un CD contenant 13 titres live[33]
- CD et Blu-ray – (Europe et Amérique Latine seulement) boitier Blu-ray contenant: le concert en vidéo haute définition sur Blu-ray et un CD contenant 13 titres live[33]
- Blu-ray – boitier Blu-ray contenant: la version vidéo haute-définition du concert sur Blu-ray[33]
- iTunes version numérique 1 – contient les 13 titres de la version CD + quatre titres bonus qui sont "Heartbeat","Borderline", "4 Minutes", "Ray of Light" + un livret numérique[32]
- iTunes version numérique 2 – contient les 13 titres de la version CD + trois titres bonus qui sont "Borderline", "4 Minutes" et "Ray of Light" (cette version ne contient pas de livret numérique)[34]

## Crédits
- Réalisation – Nathan Rissman et Nick Wickham
- Mise en scène – Jamie King
- Production – Semtex Films
- Producteur – Sara Martin
- Producteurs exécutifs – Madonna, Guy Oseary et Nicola Doning
- Photographie – Darius Khondji
- Montage – Jamie King, Nathan Rissman
- Costumes – Arianne Phillips

## Classements et certifications
| Classements (2010)                      | Position la plus haute atteinte |
| --------------------------------------- | ------------------------------- |
| Hit-parade allemand des albums          | 11e                             |
| Billboard 200 américain                 | 10e                             |
| Meilleures vidéos musicales américaines | 1er                             |
| Hit-parade anglais des albums           | 17e                             |
| Hit-parade australien des DVD           | 3e                              |
| Hit-parade australien des DVD           | 3e                              |
| Hit-parade belge francophone des albums | 4e                              |
| Hit-parade belge francophone des albums | 4e                              |
| Hit-parade brésilien des albums         | 2e                              |
| Hit-parade canadien des albums          | 3e                              |
| Hit-parade danois des albums            | 27e                             |
| Hit-parade espagnol des albums          | 3e                              |
| European Top 100 Albums                 | 2e                              |
| Hit-parade français des albums          | 6e                              |
| Hit-parade finlandais des albums        | 7e                              |
| Hit-parade grec des albums              | 1er                             |
| Hit-parade hollandais des albums        | 4e                              |
| Hit-parade hongrois des DVD             | 1er                             |
| Hit-parade irlandais des DVD            | 2e                              |
| Hit-parade italien des albums           | 2e                              |
| Hit-parade japonais des albums          | 10e                             |
| Hit-parade mexicain des albums          | 1er                             |
| Hit-parade néo-zélandais des albums     | 20e                             |
| Hit-parade polonais des albums          | 5e                              |
| Hit-parade portugais des albums         | 1er                             |
| Hit-parade sud-coréen des albums        | 2e                              |
| Hit-parade tchèque des albums           | 2e                              |
| Hit-parade suédois des albums           | 5e                              |
| Hit-parade suisse des albums            | 5e                              |

| Pays      | Certifications |
| --------- | -------------- |
| Allemagne | Or             |
| Australie | Or             |
| France    | Or             |
| Italy     | Or             |
| Mexique   | Or             |
| Pologne   | Or             |
| Russie    | Or             |

| Hit-parade (2010)              | Position |
| ------------------------------ | -------- |
| Hit-parade mexicain des albums | 27e      |

## Dates de sortie
| Pays                                                  | Date         |
| ----------------------------------------------------- | ------------ |
| Digipak CD/DVD, édition CD/Blu-ray et édition Blu-ray |              |
| Allemagne                                             | 26 mars 2010 |
| Australie                                             | 26 mars 2010 |
| Mexique                                               | 26 mars 2010 |
| Royaume-Uni                                           | 29 mars 2010 |
| France                                                | 29 mars 2010 |
| Portugal                                              | 29 mars 2010 |
| Brésil                                                | 29 mars 2010 |
| Pologne                                               | 29 mars 2010 |
| Europe                                                | 30 mars 2010 |
| États-Unis                                            | 6 avril 2010 |

### Clips extraits du DVD
- (en) [vidéo] « Miles Away », sur YouTube
- (en) [vidéo] « Get Stupid », sur YouTube
- (en) [vidéo] « 4 Minutes (feat. Justin Timberlake and Timbaland) », sur YouTube
- (en) [vidéo] « Ray of Light », sur YouTube